# Distretto di Dima Hasao
Il distretto di Dima Hasao (fino al 2010 chiamato Distretto dei Monti Cachar Settentrionali) è un distretto dello stato dell'Assam in India. Il suo capoluogo è Haflong.